# 彭公大墓事件

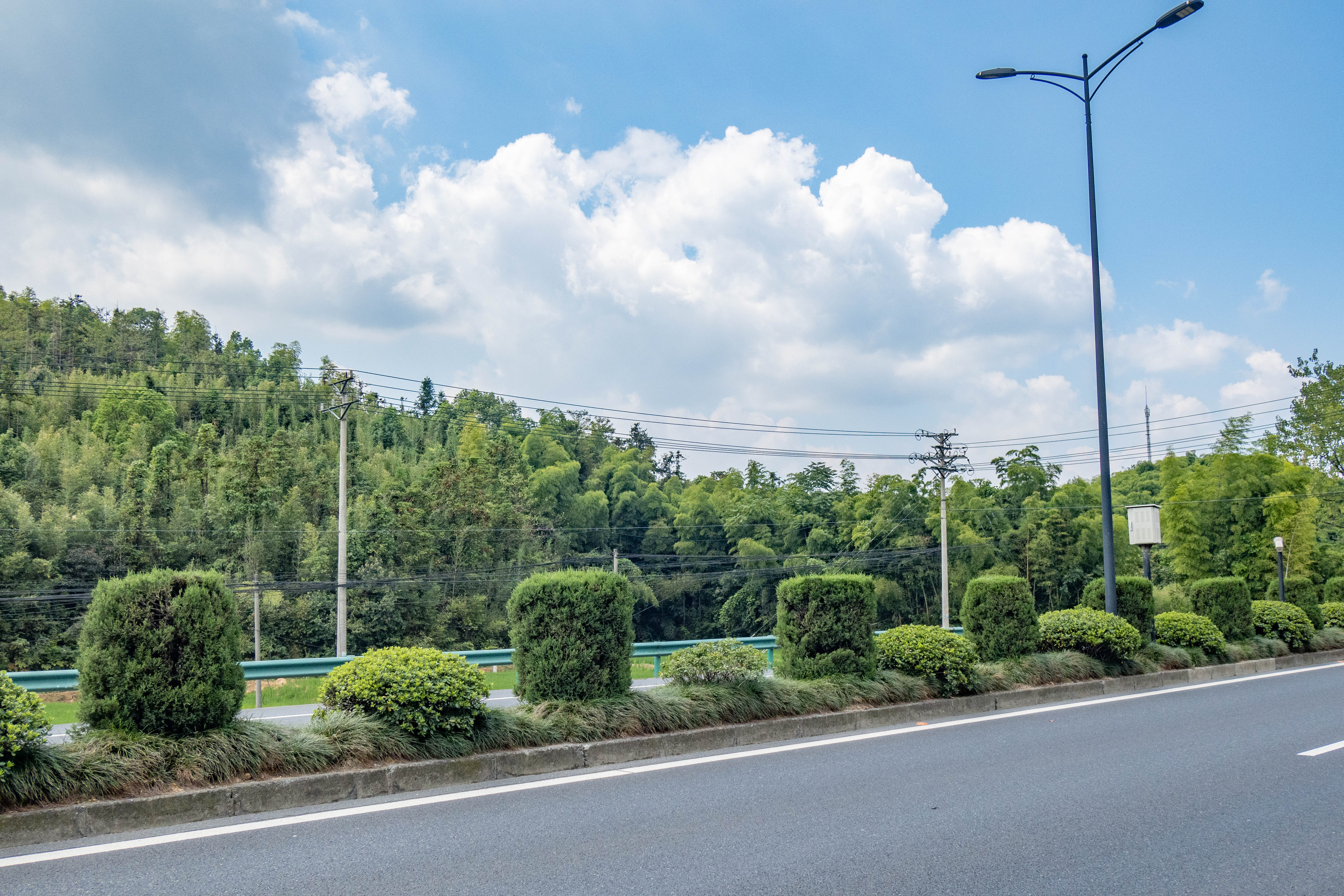
下凹处为蜜蜂垄遗址，即疑为“彭公大墓”处，前景道路为235国道（即原04省道）彭公段

“彭公大墓”事件是2000年发生在中国浙江省余杭市的一次考古事件，媒体和部分学者将一座位于余杭市彭公镇的古代水坝认定为春秋至战国时代的大型土坑木椁墓。对墓主身份亦有推测，认为是先秦时代诸侯王。最终在2000年10月28日，“彭公大墓”考古队撤离考古现场。因彭公遗址未达到永久保存的资格，部分遗址作为04省道路基，部分遗址回填。后续研究认为，该水坝是良渚古城外围水利工程遗址的组成部分，即组成高坝的蜜蜂垄遗址，2019年以“鲤鱼山—老虎岭水坝遗址”的名称被列入第八批全国重点文物保护单位，同年作为良渚古城遗址的一部分被列入世界文化遗产。